# Химера (альбом «Мельницы»)
«Химера» — седьмой студийный альбом российской фолк-рок группы «Мельница», вышедший 15 октября 2016 года.

## Об альбоме
«Химера» — вторая часть задуманного группой концептуального диптиха, первая часть которого — «Алхимия» — вышла 9 октября 2015 года. 14 октября 2016 года — за день до релиза альбома — в «Чартовой дюжине» состоялась премьера песни «Любовь во время зимы». 26 октября того же года в Москве стартовал тур в поддержку альбома.

## Список композиций
| №  | Песня                                          | Время | Музыка                    | Текст                                  |
| -- | ---------------------------------------------- | ----- | ------------------------- | -------------------------------------- |
| 1  | Бес джиги                                      | 4:13  | Хелависа, Сергей Вишняков | Хелависа                               |
| 2  | Голубая Трава                                  | 4:14  | Хелависа                  | Хелависа, Иван Малютин                 |
| 3  | Изольда                                        | 3:14  | Хелависа, Сергей Вишняков | Хелависа                               |
| 4  | Чёрный Дрозд (при участии Бориса Гребенщикова) | 4:11  | Хелависа                  | Хелависа, Ольга Лишина                 |
| 5  | Волчья Луна                                    | 3:50  | Хелависа                  | Хелависа                               |
| 6  | Кицунэ                                         | 4:18  | Хелависа                  | Хелависа, Кирилл Баринов               |
| 7  | Любовь во время зимы                           | 4:28  | Хелависа                  | Хелависа, Ольга Лишина                 |
| 8  | Обряд                                          | 4:52  | Хелависа, Сергей Вишняков | Хелависа                               |
| 9  | Колесо                                         | 4:03  | Хелависа                  | Хелависа, Ольга Лишина, Кирилл Баринов |
| 10 | Витраж                                         | 4:09  | Хелависа, Сергей Вишняков | Хелависа                               |
| 11 | Список кораблей                                | 3:39  | Хелависа, Сергей Вишняков | Хелависа, Ольга Лишина                 |
|    |                                                | 45:11 |                           |                                        |

## Участники записи
- Наталья О’Шей — вокал, бэк-вокал, кельтская арфа, аранжировки
- Сергей Вишняков — гитары, электроника, клавишные, бэк-вокал, аранжировки
- Алексей Орлов — виолончель, электровиолончель
- Алексей Кожанов — бас-гитары, электроника, аранжировки
- Дмитрий Фролов — барабаны, перкуссия
- Дмитрий Каргин — флейта, флейта-пикколо, блок-флейта, тин-висл, мелодика
- Борис Истомин — режиссёр записи, сведения и мастеринга

### Приглашённые музыканты
- Борис Гребенщиков — вокал (4)
- Александр Шимчук — ирландская волынка (8)
- Михаил Смирнов — аккордеон (1, 7)
- Сергей Клевенский — лоу-висл, тин-висл, волынка-клевенка (4)
- Артём Якушенко (Two Siberians [Белый острог]) — электроскрипка (11)
- Струнный квартет Main Strings: Асия Абдрахманова (скрипка), Светлана Рамазанова (скрипка), Антонина Попрас (альт), Анна Зарубина (виолончель) — (4, 8)

Альбом записан на студиях Vintage Recording Studio и ГИТИС.